# Attje Kuiken
Attje Harma Kuiken (née le 27 octobre 1977) est une femme politique néerlandaise qui dirige le Parti travailliste à la Chambre des représentants de 2022 à 2023. Elle est parlementaire de 2006 à 2023, avec une brève interruption en 2010. Elle exerce deux mandats en tant que présidente du groupe parlementaire du Parti travailliste et est cheffe du Parti travailliste entre juin et août 2023.

## Jeunesse et éducation
Attje Harma Kuiken est née le 27 octobre 1977 à Groningue. Elle grandit à Hoogezand-Sappemeer et dès l'âge de dix ans à Ferwert. Elle suit le programme vwo au Dockinga College, un lycée de Dokkum, de 1990 à 1996.
Kuiken étudie l'administration publique à l'Université des sciences appliquées de la NHL à Leeuwarden de 1996 à 1999 et les sciences de l'organisation à l'Université de Tilbourg de 2000 à 2006. Durant sa deuxième année d'études, elle vit à Bréda.

## Carrière politique
Kuiken est membre du Parti travailliste depuis 2002. Elle fonde une section locale des Jeunes Socialistes, l'organisation de jeunesse du Parti travailliste, à Bréda. Elle est membre de la Chambre des représentants du 30 novembre 2006 au 19 janvier 2010. Elle part ensuite en congé de maternité et est temporairement remplacée par Saskia Laaper. Kuiken est à nouveau membre de la Chambre des représentants depuis le 11 mai 2010.
Après que son collègue travailliste Martijn van Dam ait été nommé secrétaire d'État aux Affaires économiques en novembre 2015, Kuiken est élue vice-présidente du groupe parlementaire. Après la démission de Diederik Samsom en tant que président, le 12 décembre 2016, Kuiken lui succède.
Après la démission de Lilianne Ploumen, elle est à nouveau élue présidente du groupe au Parlement le 22 avril 2022. Le 11 juin 2023, elle est élue cheffe du Parti travailliste par le Congrès national du travail. En tant que leader, elle mène le parti à la deuxième place aux élections provinciales de 2023, lors de la première campagne conjointe du parti avec GroenLinks. Bien que les partis combinés n'aient pas réussi à devancer le Mouvement Paysan-Citoyen en pleine expansion pour prendre la première place, le VVD, dominant, arrive à la troisième place. Le succès perçu de la campagne conjointe amènent le Parti travailliste et GroenLinks à présenter une liste unique officielle lors des élections générales anticipées plus tard dans l'année. Elle ne se présente pas aux élections de 2023, se retirant de la politique.